# Bedfordshirespets
Bedfordshirespets, relativt grova spetsar knypplade med fortlöpande trådar och de har ingen botten utan hålls samman av brider. Motiven är oftast geometriska och knypplas i regel med nätbottnar, flätor och mandlar, som oftast görs rektangulära. Spetstypen började tillverkas i mitten på 1800-talet. Eftersom de var snabba att tillverka fördrev de snart buckinghamshirespetsarna från marknaden. 